# Reza Parsa
Reza Parsa, född 1968 i Teheran i Iran, är en svensk regissör och manusförfattare. Parsa har bedrivit filmstudier vid regilinjen på Den Danske Filmskole 1991–1995. År 2000 långfilmsdebuterade han med Före stormen, som bland annat gav honom priset för bästa regi vid filmfestivalen i San Sebastián. Kortfilmen Möte med ondskan från 2002 belönades med Young Critics award på filmfestivalen i Cannes. Året dessförinnan tog Reza Parsa emot Ingmar Bergman-priset på den svenska guldbaggegalan.

## Filmografi

### Regi
- Gränsen (1995)
- Tigerhjärta (1997)
- Den 8:e sången (1998)
- Före stormen (2000)
- Möte med ondskan (2002)
- Fallet: Hagamannen (2009)

### Manus
- Gränsen (1995)
- Den 8:e sången (1998)
- Före stormen (2000)
- Möte med ondskan (2002)
- Aviation (dokumentärfilmskoncept, 2003)
- Belas dukkehus (dokumentärfilmskoncept, 2003)
- It's All Good (dokumentärfilmskoncept, 2003)
- Min velsignede bror (dokumentärfilmskoncept, 2003)
- Det ulogiske instrument (dokumentärfilmskoncept, 2003)
- Djävulens rum (2012)